# التأثير الثقافي لمادونا

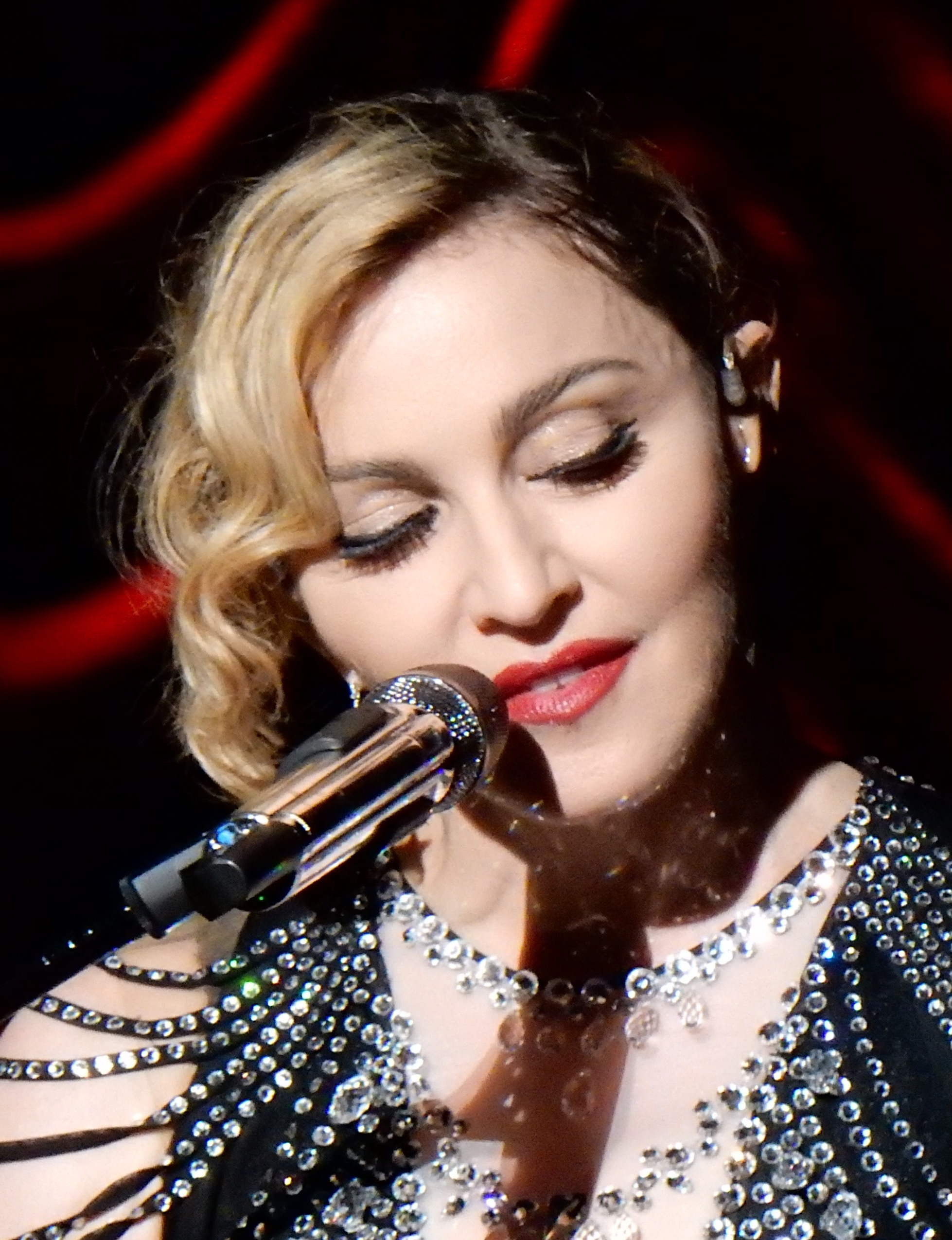
مادونا عام 2015.

منذ انطلاقة مسيرتها الفنية في أوائل الثمانينيات من القرن الماضي، كان للمغنية ومؤلفة الأغاني الأمريكية مادونا الأثر الاجتماعي والثقافي على العالم من خلال تسجيلاتها، ومواقفها تجاه الأمور وملابسها وأسلوب حياتها. لُقبت مدونا  بلقب «ملكة البوب». صنف المؤلفون الدوليون مادونا على نحو استثنائي في الموسيقا، وكذلك باعتبارها الأكثر شهرة، كما أنها تُعد أيقونة نسائية كفنانة تسجيل على مر الزمان.
تُعد مادونا رمزًا ثقافيًا شاملًا، فقد قامت ببناء تراث تجاوز حدود الموسيقا، درسه باحثو العلوم الاجتماعية والمؤرخون. غالباً ما يُقارن تأثيرها مع فرقة البيتلز وإلفيس بريسلي، فأعمالهم هي الأكثر مبيعاً في التاريخ.

## التأثير الاجتماعي والثقافي
وُصفت مادونا بأنها «شخصية دائمة الحضور» وبأنها من الأسماء والوجوه الأكثر معرفة في العالم. شعر المؤلف ديفيد تيتزلاف أن «قوة مادونا الحاضرة في كل مكان لها علاقة بالواقع الفائق، ولكن بزخم لا نهائي من المحاكاة ووفرة من المعلومات». 
يشرح الأكاديمي  الفرنسي جورج كلاودي في كتابه «مادونا أسطورة ما بعد الحداثة» 2002 كيف تؤثر مادونا في مجتمع اليوم، بينما يرى ويليام لانجلي من صحيفة الديلي تليگراف، أن مادونا قد غيرت تاريخ العالم الاجتماعي، علق الأكاديمي سيرجيو فاجاردو واصفاً إياها كرمز ثقافي مؤثر، يذكر الباحث بيلين غونزاليس موراليس، من جامعة برشلونة المستقلة، أن مادونا قد أضحت تحفة ثقافية، فتحليل مادونا اللامتناهي -كالبحث في تطور جسم  الإنسان عبر حقبة من الزمن- زاخر بكمٍّ هائل من المعلومات. صرحت الصحفية أمريكية الأصل ستروبري سارويان، بأنها كاتبة قصص ورائدة في مجال الثقافة، ونوهت أيضاً بأن الأهم هو رسالتها وأن كل تلك الأمور كانت بمثابة قطعة فنية ساطعة، بل إن نقل رسالتها إلى ما هو أبعد من الموسيقا وقدرتها في التأثير في حياة النساء هو إرثها الحقيقي.
يرى مؤلفون أن مادونا أثبتت ضلوعها في الاستحواذ الثقافي، كما أنها أيضاً تعتبر مقياساً للثقافة، إذ إنها توجه الاهتمام إلى التحولات الثقافية والصراعات والتغيرات.
سواءً أحببتها أم كرهتها، تبقى مادونا رقمًا من الصعب تجاوزه في المشهد الثقافي الحديث، لمحت الخبيرة الموسيقية سوزان كلاري بما معناه أن مادونا مشغولة بإعادة صياغة بعض مستويات الفكر الغربي الرئيسية، وبيّن أحد أكاديميي جامعة لاهاي أنها تقف خلف الأشخاص، ممن اختاروا أن يحاربوا كونهم منبوذين في المجتمع، وتساعدهم. وقد أعرب مساهم في شركة إعلام إسبانية عن رأيه قائلاً، إنها غيّرت المجتمع كونها لم تكن مستعدة لتقديم أي تنازلات أمام طموحها الكبير.

### في الولايات المتحدة
مادونا أيقونة أمريكية، فهي جزء من ثقافة الولايات المتحدة. ذَكَرَ مصنفو الأيقونات الأمريكية (2006)، أنه يمكنك مشاهدة صور مادونا والتعرف عليها بسهولة كأيقونات مثل مارلين مونرو، أو إلفيس بريسلي، أو كوكا كولا، ما يسهّل عليك التواصل وفهم الكثير من قيم الثقافة الأمريكية.
علق رودريغو فريسان على ذلك قائلاً: «ليس من العادل القول إن مادونا محض نجمة بوب (أو فنانة استعراضية)، إنه كقولنا إن كوكا كولا مجرد صودا، أُدرج اسم مادونا ضمن لائحة الفنانين المئة ممن غيروا أمريكا في موسوعة الثقافة الشعبية لمجموعة غرينوود للنشر، فهي من معالم الكلاسيكية في أمريكا.
ذكرها الأستاذ المؤرخ جلين جانسون قائلاً إنها نجحت في تخليص الشعب الأمريكي من الكبت وتحسين شعورهم أو بالأحرى نظرتهم فيما يخص قضاء أوقات ممتعة.